# Хелене Вайгел
Хелене Вайгел е германска драматична актриса и учен.

## Биография
Родена е на 12 май 1900 година във Виена, Австрия. Тя е втората съпруга на Бертолт Брехт, под чието влияние израства като творец. През 1949 г. заедно основават „Берлинер ансамбъл“. Имат дъщеря Барбара, родена на 28 октомври 1930 г. Става професор през 1960. Съосновател е на Берлинската художествена академия.
Носителка е на „Националната награда на ГДР“ през 1949, 1953 и 1960 г.
Умира на 6 май 1971 година в Източен Берлин на 70-годишна възраст.

## Роли
- Майка Кураж – „Майка Кураж и нейните деца“ – Бертолт Брехт;
- Пелагея Ниловна – „Майка“ – Бертолт Брехт, по Максим Горки и др.